# 1995년 세계 육상 선수권 대회
제5회 세계 육상 선수권 대회는 국제 육상 경기 연맹(IAAF) 주관으로 1995년 8월 5일부터 8월 13일까지 스웨덴 예테보리 울레비 경기장에서 열린 국제 육상 대회이다. 199개국에서 1755명
의 선수들이 참가하였으며, 이 대회에서는 이전까지 열렸던 여자 3000m 종목을 대신하여 여자 5000m 종목이 채택되었다.

## 결과

### 남자 종목
| 종목                         | 금                                                             | 금       | 은                                                               | 은       | 동                                                                         | 동       |
| ---------------------------- | -------------------------------------------------------------- | -------- | ---------------------------------------------------------------- | -------- | -------------------------------------------------------------------------- | -------- |
| 남자 100m 자세히             | 도노번 베일리 캐나다                                           | 9.97     | 브뤼니 쉬랭 캐나다                                               | 10.03    | 아토 볼든 트리니다드 토바고                                                | 10.03    |
| 남자 200m 자세히             | 마이클 존슨 미국                                               | 19.79    | 프랭키 프레더릭스 나미비아                                       | 20.12    | 제프 윌리엄스 미국                                                         | 10.18    |
| 남자 400m 자세히             | 마이클 존슨 미국                                               | 43.39    | 버치 레이놀즈 미국                                               | 44.22    | 그렉 호턴 자메이카                                                         | 44.56    |
| 남자 800m 자세히             | 윌슨 킵케테르 덴마크                                           | 1:45.08  | 아르테몽 하퉁기마나 부룬디                                       | 1:45.64  | 베뵈른 로달 노르웨이                                                       | 1:45.68  |
| 남자 1500m 자세히            | 누레딘 모르셀리 알제리                                         | 3:33.73  | 히샴 엘 게루주 모로코                                            | 3:35.28  | 베뉘스트 니용가보 부룬디                                                   | 3:35.56  |
| 남자 5000m 자세히            | 이스메일 키루이 케냐                                           | 13:16.77 | 할리드 불라미 모로코                                             | 13:17.15 | 솀 코로리아 케냐                                                           | 13:17.59 |
| 남자 10,000m 자세히          | 하일레 게브르셀라시에 에티오피아                               | 27:12.95 | 할리드 스카 모로코                                               | 27:14.53 | 폴 터갓 케냐                                                               | 27:14.70 |
| 남자 마라톤 자세히           | 마르틴 피스 스페인                                             | 2:11:41  | 디오니시오 세론 멕시코                                           | 2:12:13  | 루이즈 안토니우 두스 산투스 브라질                                         | 2:12:49  |
| 남자 110m 허들 자세히        | 앨런 존슨 미국                                                 | 13.00    | 토니 재릿 영국                                                   | 13.04    | 로저 킹덤 미국                                                             | 13.19    |
| 남자 400m 허들 자세히        | 데릭 애드킨스 미국                                             | 47.98    | 새뮤얼 마테테 잠비아                                             | 48.03    | 스테판 디아가나 프랑스                                                     | 48.14    |
| 남자 3000m 장애물경주 자세히 | 모지스 킵타누이 케냐                                           | 8:04.16  | 크리스토퍼 코스게이 케냐                                         | 8:09.30  | 사아드 샤다드 알-아스마리 사우디아라비아                                   | 8:12.95  |
| 남자 20km 경보 자세히        | 미켈레 디도니 오스트레일리아                                   | 1:19:59  | 발렌티 마사나 스페인                                             | 1:20:23  | 예프게니 미슐리야 벨라루스                                                 | 1:20:48  |
| 남자 50km 경보 자세히        | 발렌틴 코노넨 핀란드                                           | 3:43:42  | 지오반니 페리첼리 오스트레일리아                                 | 3:45:11  | 로베르트 코제니오프스키 폴란드                                             | 3:45:57  |
| 남자 400m 이어달리기 자세히  | 캐나다 도노번 베일리 로버트 에즈미 글렌로이 길버트 브뤼니 쉬랭 | 38.31    | 오스트레일리아 폴 헨더슨 팀 잭슨 스티브 브리머콤 데이미언 마시   | 38.50    | 이탈리아 지오반니 푸지오니 에치오 마도니아 안젤로 치폴리니 산드로 플로리스 | 39.07    |
| 남자 1600m 이어달리기 자세히 | 미국 말론 램지 데릭 밀즈 버치 레이놀즈 마이클 존슨             | 2:57.32  | 자메이카 마이클 맥도널드 데이비언 클라크 대니 맥팔레인 그렉 호턴 | 2:59.88  | 나이지리아 우데메 애크페용 쿤레 아데주이그베 주드 몬예 선데이 바다         | 3:03.18  |
| 남자 멀리뛰기 자세히         | 이반 페드로소 쿠바                                             | 8.70     | 제임스 벡포드 자메이카                                           | 8.30     | 마이크 파월 미국                                                           | 8.29     |
| 남자 세단뛰기 자세히         | 조너던 에드워즈 영국                                           | 18.29    | 브라이언 웰먼 버뮤다                                             | 17.62    | 제롬 로메인 도미니카 연방                                                  | 17.59    |
| 남자 높이뛰기 자세히         | 트로이 켐프 바하마                                             | 2.37     | 하비에르 소토마요르 쿠바                                         | 2.37     | 아르투르 파르티카 폴란드                                                   | 2.35     |
| 남자 장대높이뛰기 자세히     | 세르히 부브카 우크라이나                                       | 5.92     | 막심 타라소프 러시아                                             | 5.86     | 장 갈피온 프랑스                                                           | 5.86     |
| 남자 포환던지기 자세히       | 존 고디나 미국                                                 | 21.47    | 미카 할바리 핀란드                                               | 20.93    | 랜디 반스 미국                                                             | 20.41    |
| 남자 원반던지기 자세히       | 라르스 리델 독일                                               | 68.76    | 블라디미르 두브로프슈치크 벨라루스                               | 65.98    | 바실리 카프티유흐 벨라루스                                                 | 65.88    |
| 남자 해머던지기 자세히       | 안드레이 아브두발리예프 타지키스탄                             | 81.56    | 이고르 아스타프코비치 벨라루스                                   | 81.10    | 게체크 티보르 헝가리                                                       | 80.98    |
| 남자 창던지기 자세히         | 얀 젤레즈니 체코                                               | 85.98    | 스티브 버클리 영국                                               | 86.30    | 보리스 헨리 독일                                                           | 86.08    |
| 남자 10종경기 자세히         | 댄 오브라이언 미국                                             | 8695     | 에두아르드 헤멜레이넨 벨라루스                                   | 8489     | 마이크 스미스 캐나다                                                       | 8419     |

### 여자 종목
| 종목                         | 금                                                            | 금       | 은                                                                               | 은       | 동                                                                            | 동       |
| ---------------------------- | ------------------------------------------------------------- | -------- | -------------------------------------------------------------------------------- | -------- | ----------------------------------------------------------------------------- | -------- |
| 여자 100m 자세히             | 그웬 토렌스 미국                                              | 10.85    | 멀린 오테이 자메이카                                                             | 10.94    | 이리나 프리발로바 러시아                                                      | 10.96    |
| 여자 200m 자세히             | 멀린 오테이 자메이카                                          | 22.12    | 이리나 프리발로바 러시아                                                         | 22.12    | 갈리나 말추기나 러시아                                                        | 22.37    |
| 여자 400m 자세히             | 마리조세 페레크 프랑스                                        | 49.28    | 폴린 데이비스 바하마                                                             | 49.96    | 지얼 마일즈 미국                                                              | 50.00    |
| 여자 800m 자세히             | 아나 피델리아 퀴로트 쿠바                                     | 1:56.11  | 레테티아 브리스데 수리남                                                         | 1:56.68  | 켈리 홈즈 영국                                                                | 1:56.95  |
| 여자 1500m 자세히            | 하시바 불메르카 알제리                                        | 4:02.42  | 켈리 홈즈 영국                                                                   | 4:03.04  | 카를라 사크라멘투 포르투갈                                                    | 4:03.79  |
| 여자 5000m 자세히            | 소니아 오설리번 아일랜드                                      | 14:46.47 | 페르난다 리베이루 포르투갈                                                       | 14:48.54 | 자라 우지즈 모로코                                                            | 14:53.77 |
| 여자 10,000m 자세히          | 페르난다 리베이루 포르투갈                                    | 31:04.99 | 데라르투 툴루 에티오피아                                                         | 31:08.10 | 테글라 로로우페 케냐                                                          | 31:17.66 |
| 여자 마라톤 자세히           | 마누엘라 마차두 포르투갈                                      | 2:25:39  | 아누타 카투나 루마니아                                                           | 2:26:25  | 오르넬라 페라라 오스트레일리아                                                | 2:30:11  |
| 여자 100m 허들 자세히        | 게일 디버스 미국                                              | 12.68    | 올가 시시기나 카자흐스탄                                                         | 12.80    | 율리야 그라우딘 러시아                                                        | 12.85    |
| 여자 400m 허들 자세히        | 킴 배턴 미국                                                  | 52.61    | 토냐 버포드 미국                                                                 | 52.62    | 디온 헤밍스 자메이카                                                          | 53.48    |
| 여자 10km 경보 자세히        | 이리나 스탄키나 러시아                                        | 42:13    | 엘리사베타 페로네 오스트레일리아                                                 | 42:16    | 옐레나 니콜라예바 러시아                                                      | 42:20    |
| 여자 400m 이어달리기 자세히  | 미국 셀리나 몬디-밀너 갈렛 기드리 크리스티 게인스 그웬 토렌스 | 42.12    | 자메이카 달리아 듀허니 줄리엣 커스버트 비벌리 맥도널드 멀린 오테이               | 42.25    | 독일 멜라니 파슈케 질케 리히텐하겐 질케-베아테 크놀 가브리엘레 베커           | 433.01   |
| 여자 1600m 이어달리기 자세히 | 미국 킴 그레이엄 로셸 스티븐스 캐머러 존스 지얼 마일즈        | 3:22.29  | 러시아 타티야나 체비키나 스베틀라나 곤차렌코 율리야 소트니코바 옐레나 안드레예바 | 3:23.98  | 오스트레일리아 리 네일러 르네이 포에츠카 멜린다 게인스포드-테일러 캐시 프리먼 | 3:25.88  |
| 여자 멀리뛰기 자세히         | 피오나 메이 오스트레일리아                                    | 6.98     | 니우르카 몬탈보 쿠바                                                             | 6.86     | 이리나 무샤일로바 러시아                                                      | 6.83     |
| 여자 세단뛰기 자세히         | 이네사 크라베츠 우크라이나                                    | 15.50    | 이바 프란드제바 불가리아                                                         | 15.18    | 안나 비류코바 러시아                                                          | 15.08    |
| 여자 높이뛰기 자세히         | 스테프카 코스타디노바 불가리아                                | 2.01     | 알리나 아스타파이 독일                                                           | 1.99     | 인하 바바코바 우크라이나                                                      | 1.99     |
| 여자 포환던지기 자세히       | 아스트리트 쿰베르누스 독일                                    | 21.22    | 황지훙 중화인민공화국                                                            | 20.04    | 스베틀라 미트코바 불가리아                                                    | 19.56    |
| 여자 원반던지기 자세히       | 엘리나 즈베레바 벨라루스                                      | 68.64    | 일케 빌루다 독일                                                                 | 67.20    | 올가 체르니야프스카야 러시아                                                  | 66.86    |
| 여자 창던지기 자세히         | 나탈리야 시콜렌코 벨라루스                                    | 67.56    | 펠리시아 틸레아 루마니아                                                         | 65.22    | 미카엘라 잉그베리 핀란드                                                      | 65.16    |
| 여자 7종경기 자세히          | 가다 쇼우아 시리아                                            | 6651     | 스베틀라나 모스칼레츠 러시아                                                     | 6575     | 이난치 리타 헝가리                                                            | 6522     |

## 메달 집계
| 순위 | 나라              | 금 | 은 | 동 | 합계 |
| 1    | 미국              | 11 | 2  | 5  | 19   |
| 2    | 벨라루스          | 2  | 3  | 2  | 7    |
| 3    | 독일              | 2  | 2  | 2  | 6    |
| 3=   | 이탈리아          | 2  | 2  | 2  | 6    |
| 5    | 쿠바              | 2  | 2  | 0  | 4    |
| 6    | 케냐              | 2  | 1  | 3  | 6    |
| 7=   | 캐나다            | 2  | 1  | 1  | 4    |
| 7=   | 포르투갈          | 2  | 1  | 1  | 4    |
| 9    | 우크라이나        | 2  | 0  | 1  | 3    |
| 10   | 알제리            | 2  | 0  | 0  | 2    |
| 11   | 러시아            | 1  | 4  | 7  | 12   |
| 12   | 자메이카          | 1  | 4  | 2  | 7    |
| 13   | 영국              | 1  | 3  | 1  | 5    |
| 14=  | 핀란드            | 1  | 1  | 1  | 3    |
| 14=  | 불가리아          | 1  | 1  | 1  | 3    |
| 16=  | 바하마            | 1  | 1  | 0  | 2    |
| 16=  | 에티오피아        | 1  | 1  | 0  | 2    |
| 16=  | 스페인            | 1  | 1  | 0  | 2    |
| 19   | 프랑스            | 1  | 0  | 2  | 3    |
| 20=  | 체코              | 1  | 0  | 0  | 1    |
| 20=  | 덴마크            | 1  | 0  | 0  | 1    |
| 20=  | 아일랜드          | 1  | 0  | 0  | 1    |
| 20=  | 시리아            | 1  | 0  | 0  | 1    |
| 20=  | 타지키스탄        | 1  | 0  | 0  | 1    |
| 25   | 모로코            | 0  | 3  | 1  | 4    |
| 26   | 루마니아          | 0  | 2  | 0  | 2    |
| 27=  | 오스트레일리아    | 0  | 1  | 1  | 2    |
| 27=  | 부룬디            | 0  | 1  | 1  | 2    |
| 29=  | 버뮤다            | 0  | 1  | 0  | 1    |
| 29=  | 중화인민공화국    | 0  | 1  | 0  | 1    |
| 29=  | 카자흐스탄        | 0  | 1  | 0  | 1    |
| 29=  | 나미비아          | 0  | 1  | 0  | 1    |
| 29=  | 수리남            | 0  | 1  | 0  | 1    |
| 29=  | 잠비아            | 0  | 1  | 0  | 1    |
| 29=  | 멕시코            | 0  | 1  | 0  | 1    |
| 36=  | 헝가리            | 0  | 0  | 2  | 2    |
| 36=  | 폴란드            | 0  | 0  | 2  | 2    |
| 38=  | 브라질            | 0  | 0  | 1  | 1    |
| 38=  | 도미니카 연방     | 0  | 0  | 1  | 1    |
| 38=  | 나이지리아        | 0  | 0  | 1  | 1    |
| 38=  | 노르웨이          | 0  | 0  | 1  | 1    |
| 38=  | 트리니다드 토바고 | 0  | 0  | 1  | 1    |
| 38=  | 사우디아라비아    | 0  | 0  | 1  | 1    |